# Leucadendron dregei
Leucadendron dregei là một loài thực vật có hoa trong họ Quắn hoa. Loài này được E. Mey. Ex Meisn. miêu tả khoa học đầu tiên.